# NGC 7350
NGC 7350 est une entrée du New General Catalogue qui concerne un corps céleste probablement perdu ou inexistant situé dans la constellation de Pégase. Cet objet a été enregistré par l'astronome allemand Albert Marth le 7 aout 1864.
On a suggéré que NGC 7350 pouvait être un double de NGC 7346, mais il est presque certain que ce n'est pas le cas. On a aussi suggéré que NGC 7350 était un petit groupe d'étoiles près de la position 22h 40m 48,2s et 12° 00′ 25″, mais cette hypothèse est considérée comme incertaine. 